# Sciaphila albescens
Sciaphila albescens är en enhjärtbladig växtart som beskrevs av George Bentham. Sciaphila albescens ingår i släktet Sciaphila och familjen Triuridaceae. Inga underarter finns listade.